# Pinus pinceana
El piñón, piñon blanco, pino piñonero-llorón, o pince piñón (Pinus pinceana) es una especie de pino de la familia Pinaceae. Es endémico del centro y norte de México donde crece en las montañas semiáridas a una altitud entre 1200 y 2700 m s. n. m. Puede alcanzar una altura de 10 m, pero generalmente no supera los 5-6 m. Se utiliza como madera y leña. Se considera en peligro de extinción por la Norma Oficial Mexicana 059.